# Lepthyphantes turbatrix
Lepthyphantes turbatrix är en spindelart som först beskrevs av O. Pickard-Cambridge 1877.  Lepthyphantes turbatrix ingår i släktet Lepthyphantes och familjen täckvävarspindlar. Inga underarter finns listade i Catalogue of Life.